# Club Deportivo Zarautz
El Zarauzko Kirol Elkartea (abreviado Zarautz KE), antiguamente Club Deportivo Zarautz, es un club deportivo de España, de la ciudad vasca de Zarauz, en Guipúzcoa. Fundado en 1944, sus principales equipos masculinos son el Amenabar Zarautz KE de balonmano que juega en División de Honor Plata, el Zarautz Rugby Taldea de rugby que compite en División de Honor B, el fútbol que juega en Tercera RFEF  y el Ulacia Zarautz KE de baloncesto que milita en la Liga EBA. Entre las secciones femeninas destacan el Aiala Zarautz KE de balonmano que milita en la categoría de plata estatal y el equipo de fútbol que juega en la segunda división estatal.
En 2012 el club contaba con más de 2.000 socios y 1.300 deportistas federados, siendo el municipio guipuzcoano con más federados en proporción a sus 22.650 habitantes.
Además de las mencionadas secciones, también cuenta con equipos de ajedrez, atletismo, fútbol sala, halterofilia, herri kirolak, natación, squash y pelota vasca.

## Historia
El club fue fundado el 8 de febrero de 1944 con el nombre de Club Deportivo Zarauz.[cita requerida] Sus primeros equipos fueron el fútbol, la pelota vasca y el atletismo. El equipo de ajedrez se fundó un año más tarde. El balonmano llegó en 1965, el baloncesto en 1966 y la halterofilia en 1968. Once años después llegaron el rugby y el fútbol sala, en 2005, y el squash, en 2008. El deporte más joven del club es el herri kirolak, que llegó en 2012.
Actualmente su nombre oficial es Zarautz Kirol Elkartea, que significa en euskera Club Deportivo Zarautz.
Su sección de fútbol ha jugado tradicionalmente en las categorías regionales guipuzcoanas, aunque ha disputado en cinco ocasiones la Tercera División de España. La primera de ellas fue en la temporada 1990, cuando estuvo un año en dicha categoría, descendiendo de nuevo al finalizar la temporada en 19.º lugar. La temporada 2006-07 se proclamó campeón de la Regional Preferente de Guipúzcoa, obteniendo automáticamente el ascenso a la Tercera División española, donde quedó en 16.º lugar obteniendo la permanencia. La temporada 2008-2009, descendió finalizando en 17.ª posición ya que bajó la Real Sociedad B de la categoría anterior. La temporada 2009-2010 ascendió al finalizar como campeón de Preferente y tras jugar dos temporadas descendió en la temporada 2011-2012 tras finalizar último en el Grupo IV de la Tercera División.

## Estadios
Las secciones de fútbol y rugby juegan en las instalaciones deportivas municipales de Asti o Asti Kirol Instalakuntzak.
La sección de balonmano juega en el polideportivo municipal Aritzbatalde o Aritzbatalde Udal Kiroldegia, donde también se encuentran las instalaciones para las secciones de baloncesto, halterofilia, pelota vasca y natación. Las secciones de fútbol sala y algunos equipos de baloncesto juegan en el polideportivo Antoniano o Antoniano Kiroldegia. Este último polideportivo es compartido con el otro club de Zarautz, el Antoniano Kirol Elkartea.

## Uniformes
- Uniforme titular de fútbol: Camiseta y medias blancas, pantalón negro.
- Uniforme titular de balonmano: Camiseta y medias blancas, pantalón negro.
- Uniforme titular de rugby: Camiseta, medias y pantalón negros.

## Datos de la sección de fútbol
- Temporadas en 1.ª: 0.
- Temporadas en 2.ª: 0.
- Temporadas en 2.ª B: 0.
- Temporadas en 3.ª: 5.
- Mejor puesto en la liga: 16.º (3.ª, temporada 2007-08).

## Temporada 2022-23
El Zarautz KE milita en la temporada 2022-23 en la División de Honor Regional de Guipúzcoa
| Pos. | Club                  | PJ | PG | PE | PP | GF | GC | DG  | Pts. | Clasificado a                 |
| ---- | --------------------- | -- | -- | -- | -- | -- | -- | --- | ---- | ----------------------------- |
| 1    | S.D. Eibar "B"        | 30 | 17 | 8  | 5  | 74 | 31 | +33 | 59   | Tercera División RFEF         |
| 2    | Añorga K.K.E.         | 30 | 16 | 7  | 7  | 47 | 33 | +14 | 55   | Playoff Tercera División RFEF |
| 3    | Hernani C.D.          | 30 | 13 | 9  | 8  | 48 | 39 | +9  | 48   | Playoff Tercera División RFEF |
| 4    | Oiartzun K.E.         | 30 | 13 | 8  | 9  | 34 | 31 | +3  | 47   |                               |
| 5    | Amaikak Bat           | 30 | 14 | 3  | 13 | 37 | 43 | -6  | 45   |                               |
| 6    | Elgoibar C.D.         | 30 | 12 | 8  | 10 | 27 | 26 | +1  | 44   |                               |
| 7    | Aretxabaleta K.E. UDA | 30 | 11 | 10 | 9  | 49 | 39 | +10 | 43   |                               |
| 8    | Zumaiako F.T.         | 30 | 13 | 3  | 14 | 48 | 37 | +11 | 42   |                               |
| 9    | Bergara K.E.          | 30 | 12 | 6  | 12 | 41 | 40 | +1  | 42   |                               |
| 10   | Urola K.E.            | 30 | 12 | 6  | 12 | 37 | 44 | -7  | 42   |                               |
| 11   | Beti Gazte K.J.K.E.   | 30 | 12 | 6  | 12 | 34 | 41 | -7  | 42   |                               |
| 12   | Zarautz K.E.          | 30 | 0  | 0  | 0  | 0  | 0  | 0   | 0    |                               |
| 13   | Tolosa C.F.           | 30 | 0  | 0  | 0  | 0  | 0  | 0   | 0    |                               |
| 14   | Lagun Onak "B"        | 30 | 0  | 0  | 0  | 0  | 0  | 0   | 0    |                               |
| 15   | C.F. Motrico          | 30 | 0  | 0  | 0  | 0  | 0  | 0   | 0    | Descenso a Preferente         |
| 16   | Vasconia C.D.         | 30 | 0  | 0  | 0  | 0  | 0  | 0   | 0    | Descenso a Preferente         |
| 17   | Aloña Mendi K.E.      | 30 | 0  | 0  | 0  | 0  | 0  | 0   | 0    | Descenso a Preferente         |
| 18   | Mondragón C.F.        | 30 | 0  | 0  | 0  | 0  | 0  | 0   | 0    | Descenso a Preferente         |

## Datos de la sección de halterofilia
En 2024 el equipo femenino sub-15 fue campeón de la liga nacional. 
En 2025 el equipo femenino sub-15 fue campeón de la copa sub-16 en Vallecas.